# Liste der Monuments historiques in Goudelin
Die Liste der Monuments historiques in Goudelin führt die Monuments historiques in der französischen Gemeinde Goudelin auf.

## Liste der Bauwerke
| Bezeichnung                  | Beschreibung              | Standort | Kennzeichnung | Schutzstatus | Datum | Bild           |
| ---------------------------- | ------------------------- | -------- | ------------- | ------------ | ----- | -------------- |
| Kapelle Notre-Dame-de-l'Isle | Erbaut im 15. Jahrhundert | (Lage)   | PA00089169    | Classé       | 1913  | weitere Bilder |

## Liste der Objekte

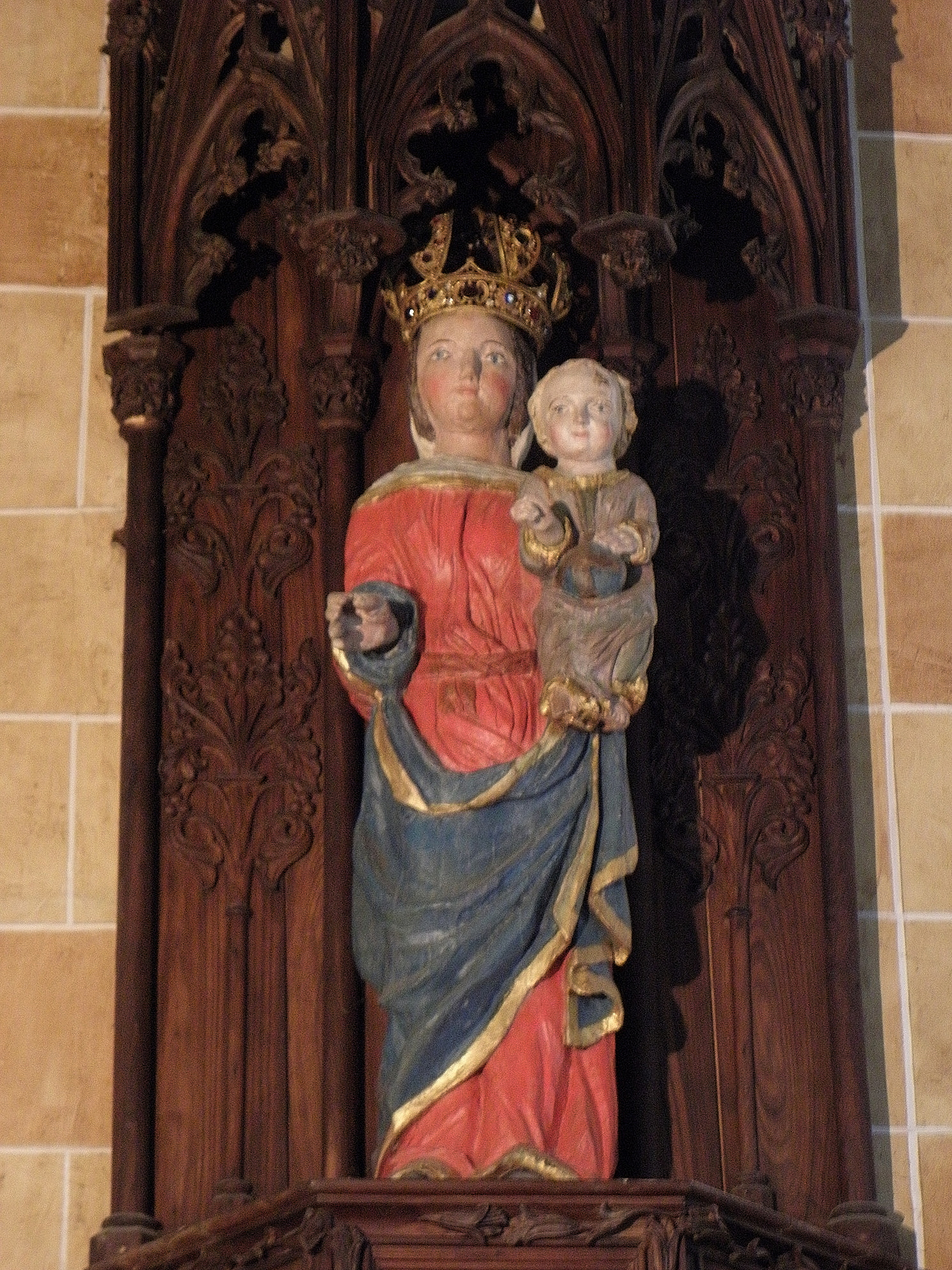
Skulptur Madonna und Kind in der Kapelle Notre-Dame-de-l'Isle

- Monuments historiques (Objekte) in Goudelin in der Base Palissy des französischen Kultusministeriums